# Эрсека
Эрсека (алб. Ersekë) — малый город и бывшая община (муниципалитет) на юго-востоке Албании, административный центр общины (муниципалитета) Колёня в области Корча, в прошлом — административный центр одноимённого округа (рети). Расположен на высоте 1020 метров у подножия хребта Грамос и границы с Грецией, к северу от Лесковику и к югу от города Корча и озера Преспа.
Через город проходит автомагистраль Корча — Эрсека — Лесковику — Пермети — Тепелена — Гирокастра. В Эрсеке базируется футбольный клуб «Грамози».

## История
Основан в XVII веке. В марте 1914 года Эрсека была занята ополчением Северного Эпира.
В ходе итало-греческой войны, 21 ноября 1940 года греки заняли Эрсеку — важный железнодорожный узел и базу снабжения итальянской армии. В окрестностях Эрсеки находилось северо-восточное крыло греческого фронта.
Во время итальянской оккупации Албании, 3 июля 1943 года на дороге Эрсека — Лесковику партизаны из засады обстреляли немецкую колонну, перебазировавшуюся из территории сегодняшней Северной Македонии в Грецию. Вступив в бой с партизанами, автоколонна была вынуждена задержаться почти на сутки. В отместку гитлеровцы сожгли дотла деревню Борову и убили за день почти всех её жителей — 125 человек. В подпрефектуре Колёня, центром которой был Эрсека, было 52 деревни; 19 из них разрушены немцами и итальянцами.
Во время Второй мировой войны Эрсекский клад был выкопан. 
В апреле 1958 года при изменении административно-территориального деления Албании был создан район центрального подчинения Эрсека.